# Multatuli
Eduard Douwes Dekker (Amsterdam, 2 de març de 1820 - Ingelheim am Rhein, 19 de febrer de 1887), més conegut sota el pseudònim Multatuli, fou un escriptor neerlandès.
Eduard Douwes Dekkers va treballar com a funcionari a les Índies Orientals Neerlandeses, actual Indonèsia, on havia anat a l'edat de 19 anys. Va veure moltes situacions intolerables sota la responsabilitat del poder colonial neerlandès. La seva obra més coneguda és la història marc Max Havelaar, on va denunciar el tractament de la població local pels administradors neerlandesos i neerlandesos-indis. En aquest llibre Dekker va elegir el pseudònim Multatuli, que en llatí vol dir 'he patit molt' (multa tuli), una referència a un passatge de les Tristia d'Ovidi.
Al juny del 2002 Max Havelaar va ser elegit com l'obra literària neerlandesa més important de tots els temps per la Societat de la Literatura Neerlandesa. El 2004 Multatuli va acabar al lloc 34 en l'elecció del més gran neerlandès.
L'Associació Multatuli té l'objectiu de promoure el coneixement sobre Multatuli i de subratllar la seva importància. També gestiona el Museu Multatuli, que es troba a la casa on va néixer l'autor.

### Obres publicades durant la seva vida
- 1859 - Geloofsbelydenis (publicat en la revista De Dageraad)
- 1859 - Brief aan de kiezers te Amsterdam omtrent de keuze van een afgevaardigde in verband met Indische specialiteiten en batige Saldo's, Amsterdam, J. de Ruyter
- 1860 - Indrukken van den dag
- 1860 - Max Havelaar, o la subhasta de cafè de la Societat Comercial Holandesa
- 1860 - Brief aan Ds. W. Francken z.
- 1860 - Brief aan den Gouverneur-Generaal in ruste
- 1860 - Aan de stemgerechtigden in het kiesdistrikt Tiel
- 1860 - Max Havelaar aan Multatuli
- 1861 - Het gebed van den onwetende
- 1861 - Wys my de plaats waar ik gezaaid heb
- 1861 - Cartes d'amor
- 1862 - Over vrijen arbeid in Nederlandsch Indië en de tegenwoordige koloniale agitatie (fulletó)
- 1862 - Brief aan Quintillianus
- 1862 - Ideën I
- 1862 - Japansche gesprekken
- 1863 - De school des levens
- 1864-1865 - Ideën II
- 1864 - De bruid daarboven (obra de teatre)
- 1865 - Bloemlezing door Multatuli, Amsterdam, R.C. Meijer, p. 1-296
- 1865 - De zegen Gods door Waterloo
- 1865 - Franse rymen
- 1865 - Herdrukken
- 1865 - Verspreide stukken (reprès Herdrukken)
- 1867 - Een en ander naar aanleiding van Bosscha's Pruisen en Nederland
- 1869-1870 - Causerieën
- 1869 - De maatschappij tot Nut van den Javaan
- 1870-1871 - Ideën III
- 1870-1873 - Millioenen-studiën
- 1870 - Divagatiën over zeker soort van Liberalismus
- 1870 - Nog eens: Vrye arbeid in Nederlandsch Indië
- 1871 - Duizend en eenige hoofdstukken over specialiteiten
- 1872 - Brief aan den koning
- 1872 - Ideën IV (amb entre altres l'obra de teatre Escola de prínceps)
- 1873 - Ideën V
- 1873 - Ideën VI
- 1874-1877 - Ideën VII
- 1875 - Escola de prínceps
- 1876 - Bloemlezing door Heloïse (=Mimi Hamminck-Schepel), Amsterdam, G.L. Funke

### Obres publicades pòsthumes
- 1887 - Onafgewerkte blaadjes
- 1891 - Aleid. Twee fragmenten uit een onafgewerkt blyspel (obra de teatre)